# Главные архитекторы Витебска
В списках отражены период работы на посту главного архитектора, а также основные достижения архитекторов во время пребывания на этой должности. Списки не полные.

## Губернские инженеры
| Имя                          | Фотография | Годы жизни      | Период работы                                      | Заметки |
| ---------------------------- | ---------- | --------------- | -------------------------------------------------- | --- |
| Николай Федорович Чумаков    |            |                 | губ. инж. с 1 марта 1865 г. — не позднее 1867 г.   | |
| Михаил Юлианович Джексон     |            |                 | губ. инж. с 4 августа 1867 г. — не позднее 1870 г. | |
| Николай Федорович Карчевский |            | 1824 — 1900 гг. | губ. инж . в 1870-1885 гг.                         | Перестроено и расширено бывшее здание полицейского участка на Смоленской рыночной площади для размещения городского театра (1870 -е гг.) и двухэтажного деревянного жилого дома для размещения публичной библиотеки (1883 г.); по его проектам и под его руководством построены здания мужской гимназии (1880 г.), больницы (1884 г.), здание Витебского окружного суда, благоустройство Замковой горы (1881 г .) . |
| Михаил Сергеевич Ващинин     |            |                 | губ. инж. с 1886 г. — не позднее 1895 г.           | |
| Эдмунд Леопольдович Фрик     |            | 1840 — 1920 гг. | губ. инж. в 1895 — 1900 гг.                        | |
| Владимир Федорович Коршиков  |            | 1858 — 1920 гг. | губ. инж. 3 ноября 1900 г. — не ранее 1914 г.      | |

## Губернские архитекторы
В список входят архитекторы, занимавшие должность губернского архитектора.
| Имя                             | Фотография | Годы жизни                      | Период работы                                        | Заметки |
| ------------------------------- | ---------- | ------------------------------- | ---------------------------------------------------- | ------- |
| Иван Зигфридан                  |            |                                 | губ. арх в 1796—1799 и в 1799 — ?                    |         |
| Федор Санковский                |            | 2-я половина XVIII — начало XIX | губ. арх в 1803—1818 гг.                             |         |
| Лука Саленик                    |            |                                 | губ. арх в 1818—1820 гг.                             |         |
| Джозеф Бетани                   |            |                                 | губ. арх в 1827 — 1842 гг.                           |         |
| Андрей Александрович Чичкевич   |            |                                 | председатель строительно-дорожной комиссии в 1861 г. |         |
| Константин Григорьевич Макер    |            |                                 | губ. арх в 1862 — 1865 гг.                           |         |
| Василий Иванович Фурман         |            |                                 | губ. арх с 30 декабря 1865 г. — не ранее 1869 г.     |         |
| Андрей Акимович Полонский       |            |                                 | губ. арх в 1868-73 гг.                               |         |
| Александр Дмитриевич Раков      |            | 1840-                           | губ. арх в 1873-?                                    |         |
| Василий Рыгорович Каржинский    |            |                                 | губ. арх в 1885 — 1887                               |         |
| Александр Николаевич Климентьев |            |                                 | губ. арх в 1888 г. — не ранее 1890 г.                |         |
| Владимир Федорович Коршиков     |            |                                 | губ. арх не позднее 1895 — 1902 г.                   |         |
| Василий Георгиевич Вукалов      |            |                                 | губ. арх с 15 марта 1901 г. — не ранее 1914 г.       |         |
| Тихан Васильевич Кибардин       |            | 1863 — 1933 гг.                 | губ. арх в 1923-1924 гг.                             |         |

## Городские архитекторы
В список вошли архитекторы, занимавшие должность главного архитектора города Витебска .
| Имя                             | Фотография | Годы жизни      | Период работы                | Заметки |
| ------------------------------- | ---------- | --------------- | ---------------------------- | --- |
| Григор Ильич Перхуров           |            | 1836 —?         | 1877 — 1880                  | |
| Виктор Иосифович Пиотровский    |            | 1855 — 1917 гг. | 1881 г. — не позднее 1885 г. | создал проект костёла св. Варвары . |
| Владимир Николаевич Пальшов     |            | 1860 —?         | 1887 — 1890                  | Помимо непосредственной службы, он был членом местной санитарно-эпидемиологической комиссии. |
| Тихан Васильевич Кибардин       |            | 1863 — 1933 гг. | С 1890 по 1923 г.            | В 1890 году разработал генеральный план Витебска. В 1902 году под его руководством был создан ещё один генеральный план города. В ней Тихан Василевич пытался скорректировать регулярность городской застройки и обеспечить компактность города. |
| Александр Георгиевич Вышальский |            | 1892 — 1950 гг. | не ранее 1925-1932 гг.       | проекты реконструкции и благоустройства г. Витебска (1923-32 гг.), жилого дома-коммуны по ул. Горький (1927-30) |
| Александр Алексеевич Бельский   |            | 1932 —?         | 1961-62                      | планировка и застройка площади Победы, проекты детальной планировки центров и жилых массивов г. Витебска |
| Виктор Павлович Андаралов       |            | 1933 —?         | 1981 -1998                   | реконструкция Витебского ЦСК (соавтор А. А. Зафатаев) |
| Борис Владимирович Ляденко      |            | 1953-2020гг.    | 1998- 2009                   | разработка и утверждение генерального плана города Витебска, восстановление исторического центра города, реконструкция летнего амфитеатра. |
| Виталий Дубик                   |            |                 | Февраль 2009 — 2014          | |
| Андрей Александрович Макеев     |            |                 | 2016—2018 гг.                | разработка и утверждение генерального плана города Витебска |